# Псалом 28
Псалом 28 (у масоретській нумерації — 29) — двадцять восьмий псалом Книги псалмів. Авторство псалому традиційно приписується Давидові.

## Структура
Псалом можна розділити на такі частини:
- Вірш 1: Заклик до синів Божих прославляти Господа (Прелюдія)
- Вірші 2–9: Опис грому в формі голосу Господнього («Основна частина»)
- Вірш 10: Переможний Господь (Післяпрелюдія).

## Текст
| Вірш | Гебрейська мова                                             | Давньогрецька мова (Септуаґінта)                                                                                                  | Латинська мова (Вульгата)                                                                                    | Українська мова (Переклад Хоменка)                                                       |
| ---- | ----------------------------------------------------------- | --- | --- | ---------------------------------------------------------------------------------------- |
| 1    | מִזְמוֹר, לְדָוִד: הָבוּ לַיהוָה, בְּנֵי אֵלִים; הָבוּ לַיהוָה, כָּבוֹד וָעֹז       | Ψαλμὸς τῷ Δαυιδ· ἐξοδίου σκηνῆς. ᾿Ενέγκατε τῷ κυρίῳ, υἱοὶ θεοῦ, ἐνέγκατε τῷ κυρίῳ υἱοὺς κριῶν, ἐνέγκατε τῷ κυρίῳ δόξαν καὶ τιμήν, | Psalmus David, in consummatione tabernaculi. [Afferte Domino, filii Dei, afferte Domino filios arietum.      | Псалом. Давида. Воздайте Господеві, сини Божі, воздайте Господеві славу й силу!          |
| 2    | הָבוּ לַיהוָה, כְּבוֹד שְׁמוֹ; הִשְׁתַּחֲווּ לַיהוָה, בְּהַדְרַת-קֹדֶשׁ                | ἐνέγκατε τῷ κυρίῳ δόξαν ὀνόματι αὐτοῦ, προσκυνήσατε τῷ κυρίῳ ἐν αὐλῇ ἁγίᾳ αὐτοῦ.                                                  | Afferte Domino gloriam et honorem; afferte Domino gloriam nomini eius; adorate Dominum in atrio sancto eius. | Воздайте Господеві славу імени його, вклоніться Господеві в святих шатах.                |
| 3    | קוֹל יְהוָה, עַל-הַמָּיִם:אֵל-הַכָּבוֹד הִרְעִים; יְהוָה, עַל-מַיִם רַבִּים         | φωνὴ κυρίου ἐπὶ τῶν ὑδάτων, ὁ θεὸς τῆς δόξης ἐβρόντησεν, κύριος ἐπὶ ὑδάτων πολλῶν.                                                | Vox Domini super aquas; Deus maiestatis intonuit: Dominus super aquas multas.                                | Голос Господній над водами! Загримів Бог слави, Господь над великими водами!             |
| 4    | קוֹל-יְהוָה בַּכֹּחַ; קוֹל יְהוָה, בֶּהָדָר                                | φωνὴ κυρίου ἐν ἰσχύι, φωνὴ κυρίου ἐν μεγαλοπρεπείᾳ.                                                                               | Vox Domini in virtute; vox Domini in magnificentia.                                                          | Голос Господній — сильний! Голос Господній — величний!                                   |
| 5    | קוֹל יְהוָה, שֹׁבֵר אֲרָזִים; וַיְשַׁבֵּר יְהוָה, אֶת-אַרְזֵי הַלְּבָנוֹן             | φωνὴ κυρίου συντρίβοντος κέδρους, καὶ συντρίψει κύριος τὰς κέδρους τοῦ Λιβάνου                                                    | Vox Domini confringentis cedros, et confringet Dominus cedros Libani:                                        | Голос Господній ламає кедри, Господь торощить кедри ливанські.                           |
| 6    | וַיַּרְקִידֵם כְּמוֹ-עֵגֶל; לְבָנוֹן וְשִׂרְיֹן, כְּמוֹ בֶן-רְאֵמִים                  | καὶ λεπτυνεῖ αὐτὰς ὡς τὸν μόσχον τὸν Λίβανον, καὶ ὁ ἠγαπημένος ὡς υἱὸς μονοκερώτων.                                               | et comminuet eas, tamquam vitulum Libani, et dilectus quemadmodum filius unicornium.                         | Від його голосу Ливан стрибає, мов телятко; Сіріон — як буйволятко.                      |
| 7    | קוֹל-יְהוָה חֹצֵב; לַהֲבוֹת אֵשׁ                                      | φωνὴ κυρίου διακόπτοντος φλόγα πυρός,                                                                                             | Vox Domini intercidentis flammam ignis;                                                                      | Голос Господній креше полум'я вогнисте;                                                  |
| 8    | קוֹל יְהוָה, יָחִיל מִדְבָּר; יָחִיל יְהוָה, מִדְבַּר קָדֵשׁ                    | φωνὴ κυρίου συσσείοντος ἔρημον, καὶ συσσείσει κύριος τὴν ἔρημον Καδης.                                                            | vox Domini concutientis desertum: et commovebit Dominus desertum Cades.                                      | голос Господній пустиню стрясає, пустиню Кадеш стрясає Господь.                          |
| 9    | קוֹל יְהוָה, יְחוֹלֵל אַיָּלוֹת-- וַיֶּחֱשֹׂף יְעָרוֹת:וּבְהֵיכָלוֹ-- כֻּלּוֹ, אֹמֵר כָּבוֹד | φωνὴ κυρίου καταρτιζομένου ἐλάφους, καὶ ἀποκαλύψει δρυμούς· καὶ ἐν τῷ ναῷ αὐτοῦ πᾶς τις λέγει δόξαν.                              | Vox Domini praeparantis cervos: et revelabit condensa, et in templo eius omnes dicent gloriam.               | Голос Господній дуби перевертає й обдирає в лісах кору. А в його храмі усе каже «Слава!» |
| 10   | יְהוָה, לַמַּבּוּל יָשָׁב; וַיֵּשֶׁב יְהוָה, מֶלֶךְ לְעוֹלָם                       | κύριος τὸν κατακλυσμὸν κατοικιεῖ, καὶ καθίεται κύριος βασιλεὺς εἰς τὸν αἰῶνα.                                                     | Dominus diluvium inhabitare facit, et sedebit Dominus rex in aeternum.                                       | Господь возсів над потопом, і сидітиме Господь, Цар, повіки.                             |
| 11   | יְהוָה--עֹז, לְעַמּוֹ יִתֵּן; יְהוָה, יְבָרֵךְ אֶת-עַמּוֹ בַשָּׁלוֹם                 | κύριος ἰσχὺν τῷ λαῷ αὐτοῦ δώσει, κύριος εὐλογήσει τὸν λαὸν αὐτοῦ ἐν εἰρήνῃ.                                                       | Dominus virtutem populo suo dabit; Dominus benedicet populo suo in pace.]                                    | Господь народові своєму дасть силу, Господь благословить народ свій миром.               |

## Літургійне використання

### Юдаїзм
У юдаїзмі цей псалом:
- присутній у шостому абзаці церемонії Кабалат Шабату.
- читають під час шабату Шахаріт, коли повертають сувій тори до ковчегу.
- читають у деякий конгрегаціях перед вечірнім Богослужінням Маарів на свято Мотзей Шабат.
- читають на третій день Сукоту в деяких традиціях.
- читають на свято Шавуот у деяких традиціях.
- Вірш 11 є частиною Талмуду Брахот 64а. Він є також останнім рядком благословення Біркат ха-мазон, яке читають під час молитви після вечірнього Богослужінням Маарів на свято Мотзей Шабат і під час відкривання гакафоту на свято Сімхат Тора.

### Католицька церква
Відповідно до монастирської традиції Статуту Бенедикта (530 AD), цей псалом традиційно виконувався на святкуванні обіднього Богослужіння у неділю.
На Літургії годин псалом 28 читають або співають на лаудах у понеділок першого тижня. Його також використовують на недільній месі Хрещення Господнього.

## Використання у літературі
Йоганн Вольфганг фон Ґете використав цей псалом у своєму найвизначнішому творі «Фауст».

## Використання у музиці
- Едвард Елгар: Give unto the Lord, Op. 74 (1914)[9]
- Олівер Голден: Constant Peace (1800)[10]
- Нобуакі Ізава: Sedebit Dominus Rex (2014)[11]
- Вільям Кнапп: Bring unto the Lord, O ye mighty (1753)[12]
- Джозеф Стівенсон: Ye princes that in might excel (1757)[13]
- Йоганнес Брамс: Fest- und Gedenksprüche - 1. Unsere Väter hofften auf dich, Op. 109, No. 1[14]
- Іґнаціо Донаті: Salvasti me a descendentibus (1634)[15]
- Томас Равенскрофт: Give to the Lord, ye potentates (1621)[16]
- Джованні Роветта: Afferte Domino (1650)[17]
- Генріх Шютц: Bring Ehr und Preis dem Herren, SWV 126 (1628)[18]
- Ріхард Тілє: Double chant in B flat major[19]